# Gitanjali

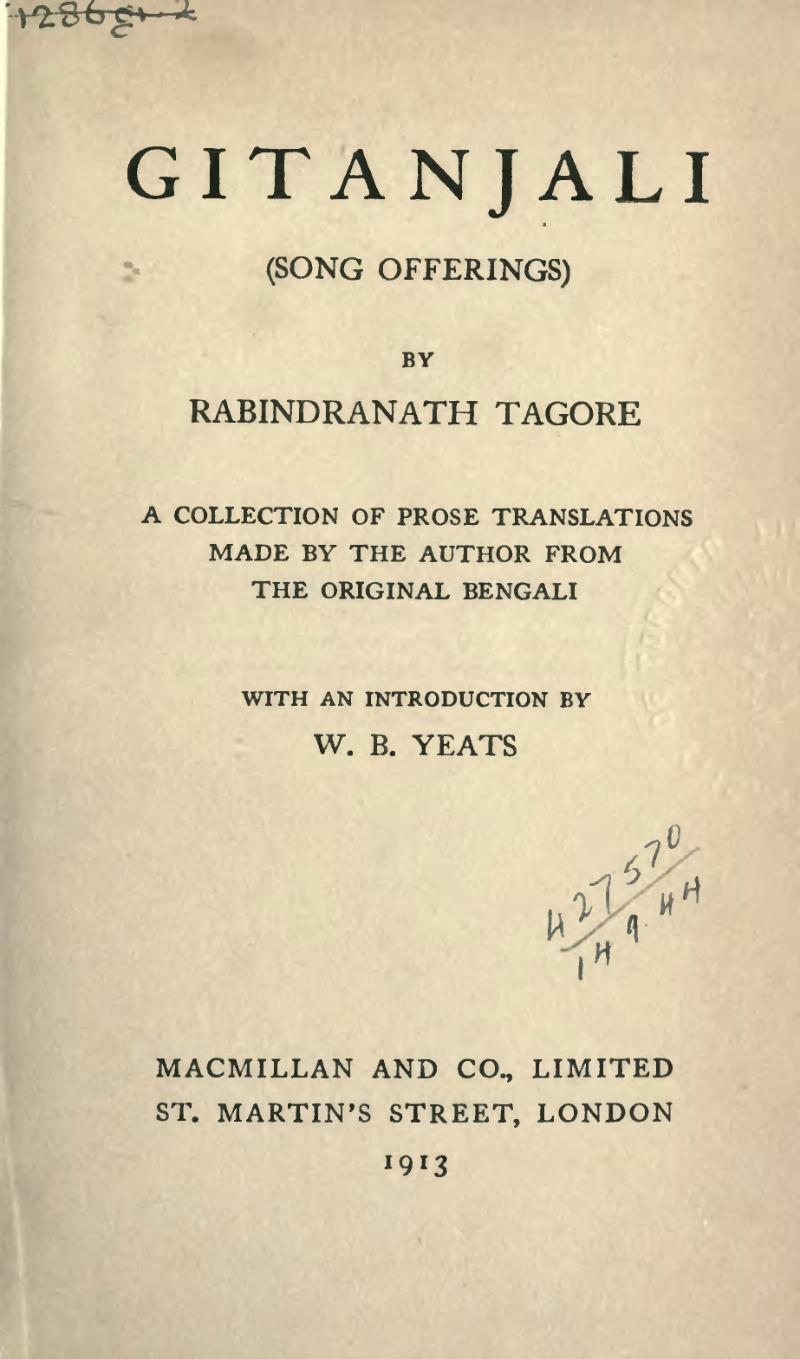

Gitanjali (tiếng Bengal: গীতাঞ্জলি, tiếng Việt: Thơ Dâng) là tập thơ nổi tiếng của nhà thơ người Ấn Độ Rabindranath Tagore. Tập thơ được xuất bản vào ngày 14 tháng 8 năm 1910 và được xuất bản bằng tiếng Anh vào tháng 11 năm 1912 với công sức của Hiệp hội Ấn Độ ở London. Ở lần xuất bản thứ nhất là 157 bài thơ, còn lần thứ hai là 103 bài thơ. Tác phẩm này đã giúp Tagore trở thành người châu Á nhận Giải Nobel Văn học vào năm 1913.